# 장은정 (레이싱 모델)
장은정(1984년 2월 16일 ~ )은 대한민국의 레이싱 모델이다.

## 경력
- 2005년 서울모터쇼 레이싱모델
- 2005년 6월 글래디에이터 FC 디바 걸 2기
- 2006년 K-1 Fighting Network KHAN 걸
- 2006년 서울오토살롱 레이싱모델
- 2007년 서울모터쇼 레이싱모델
- 2007년 일산킨덱스 레이싱모델
- 2009년 서울오토살롱 레이싱모델